# Cercle Sportif Fola Esch
El Cercle Sportif Football and Lawn Esch, usualmente conocido como Fola Esch, (en español: Círculo Deportivo de Fútbol y Tenis de Esch) es un club de fútbol de Luxemburgo que juega en la División de Honor de Luxemburgo, la segunda liga de fútbol en el país.
También llamado Fola, fue creado en la ciudad de Esch-sur-Alzette en 1906 por el profesor de inglés Jean Roeder. Es el primer equipo de fútbol en Luxemburgo.

## Historia
- 1906: Club creado como FOotball and LAwn Tennis Club Esch
- 1907: Adopta los colores rojo y blanco a rayas
- 1910: Absorbe al FC Nerva y nace el Cercle Sportif Fola Esch
- 1918: Gana su primer campeonato
- 1924: Consigue el doblete (Liga y Copa de Luxemburgo)
- 1930: Gana su último campeonato para los próximos 83 años
- 1935: Se muda a su actual sede, Stade Émile Mayrisch
- 1955: Gana su última copa
- 1973: Primera participación en copas europeas (Temporada 1973–74)
- 2013: Gana su primer campeonato desde 83 años, seguido por otro en 2015

## Palmarés
- División Nacional de Luxemburgo: 8

1917–18, 1919–20, 1921–22, 1923–24, 1929–30, 2012-13, 2014-15, 2020-21.
- - Subcampeonatos: 7

1916–17, 1918–19, 1920–21, 1928–29, 1948–49, 1953–54, 1954–55
- Copa de Luxemburgo: 3

1922–23, 1923–24, 1954–55
- - Subcampeonatos: 1

1972–73

## Participación en competiciones de la UEFA
| Temporada | Torneo                   | Ronda                        | Club                | Casa | Visita | Global       |
| --------- | ------------------------ | ---------------------------- | ------------------- | ---- | ------ | ------------ |
| 1973–74   | UEFA Cup Winners' Cup    | Dieciseisavos de final       | Beroe               | 0–7  | 1–4    | 1–11         |
| 2011–12   | UEFA Europa League       | Primera ronda previa         | IF Elfsborg         | 1–1  | 0–4    | 1–5          |
| 2013–14   | UEFA Champions League    | Segunda ronda previa         | GNK Dinamo          | 0–5  | 0–1    | 0–6          |
| 2014–15   | UEFA Europa League       | Primera ronda previa         | IFK                 | 0–2  | 0–0    | 0–2          |
| 2015–16   | UEFA Champions League    | Segunda ronda previa         | Dinamo Zagreb       | 0–3  | 1-1    | 1-4          |
| 2016-17   | UEFA Europa League       | Primera ronda previa         | Aberdeen            | 1-0  | 1-3    | 2-3          |
| 2017-18   | UEFA Europa League       | Primera Ronda Clasificatoria | Milsami             | 2–1  | 1–1    | 3–2          |
| 2017-18   | UEFA Europa League       | Segunda Ronda Clasificatoria | Inter Baku          | 4–1  | 0–1    | 4–2          |
| 2017-18   | UEFA Europa League       | Tercera Ronda Clasificatoria | Östersunds FK       | 1–2  | 0–1    | 1–3          |
| 2018-19   | UEFA Europa League       | Primera Ronda Clasificatoria | Prishtina           | 0–0  | 0–0    | 0–0 (5:4 p.) |
| 2018-19   | UEFA Europa League       | Segunda Ronda Clasificatoria | Genk                | 1–4  | 0–5    | 1–9          |
| 2019-20   | UEFA Europa League       | Primera Ronda Clasificatoria | Chikhura Sachkhere  | 1–2  | 1–2    | 2–4          |
| 2020-21   | UEFA Champions League    | Primera Ronda Clasificatoria | Sheriff Tiraspol    | –    | 0–2    | 0–2          |
| 2020-21   | UEFA Europa League       | Segunda Ronda Clasificatoria | Ararat-Armenia      | –    | 3–4    | 3–4 (t. s.)  |
| 2021-22   | UEFA Champions League    | Primera Ronda Clasificatoria | Lincoln Red Imps    | 2–2  | 0–5    | 2–7          |
| 2021-22   | Europa Conference League | Segunda Ronda Clasificatoria | Shakhtyor Soligorsk | 1–0  | 2–1    | 3–1          |
| 2021-22   | Europa Conference League | Tercera Ronda Clasificatoria | Linfield            | 2–1  | 2–1    | 4–2          |
| 2021-22   | Europa Conference League | Cuarta ronda clasificatoria  | Kairat              | 1–4  | 1–3    | 2–7          |
| 2022-23   | Europa Conference League | Primera Ronda Clasificatoria | Tre Fiori           | 0-1  | 1-3    | 1-4          |

## Jugadores

### Jugadores destacados
| - Stéphane Boury - Sébastien Rémy - Jerry Geisbusch - Jeff Strasser | - Ahmed El Aouad - Mustapha Hadji - Admar Moacyr - Carlos Ferreira | - Helder Gonçalves - Baoubady Toyisson - Eloy Campos - Anton Fernando Hijar Guerra - Vicent Thill |

## Entrenadores desde 1988
| Nombre              | Inicio                   | Fin                      |
| ------------------- | ------------------------ | ------------------------ |
| Henri Bossi         | 1 de julio de 1988       | 30 de junio de 1989      |
| Henri Bossi         | 23 de septiembre de 1993 | 30 de junio de 1994      |
| Pascal Welter       | 19 de febrero de 2000    | 5 de noviembre de 2002   |
| Philippe Guérard    | 10 de noviembre de 2005  | 25 de marzo de 2006      |
| Michael Lofy        | 1 de julio de 2008       | 23 de marzo de 2009      |
| Pascal Welter       | 13 de abril de 2009      | 16 de octubre de 2009    |
| Philippe Guérard    | 26 de octubre de 2009    | 31 de octubre de 2010    |
| Jeff Strasser       | 2 de noviembre de 2010   | 22 de diciembre de 2010  |
| Cyril Serredszum    | 22 de diciembre de 2010  | 30 de enero de 2012      |
| Jeff Strasser       | 1 de julio de 2012       | 26 de septiembre de 2017 |
| Cyril Serredszum    | 27 Septiembee 2017       | 4 de febrero de 2018     |
| Thomas Klasen       | 5 de febrero de 2018     | 16 de agosto de 2018     |
| Jeff Strasser       | 16 de agosto de 2018     | 18 de mayo de 2020       |
| Sébastien Grandjean | 18 de mayo de 2020       | presente                 |